# ウイリアム・パトリック・キンセラ
ウイリアム・パトリック・キンセラ（William Patrick Kinsella, 1935年5月25日 - 2016年9月16日）は、カナダの小説家。

## 人物
1935年5月25日、カナダ・アルバータ州エドモントン出身。キンセラの祖先はアイルランド人の血を引くため、キンセラはアイルランド系カナダ人である。
キンセラはアイオワ大学、ヴィクトリア大学で文学を学び、学士号と修士号を取得。またカルガリー大学で教授をしていた。
1982年にキンセラが発表した小説『シューレス・ジョー』は、1989年にユニバーサル・ピクチャーズにより映画化され、ケヴィン・コスナー主演で『フィールド・オブ・ドリームス』という題名で世界各国で封切られた。
1997年に交通事故に遭った影響で体調を崩した。これにより全ての執筆活動を停止することとなる。
2016年9月19日、医師の幇助により死亡。カナダの報道では、6月にカナダで成立したカナダでの安楽死法による希望死であったという。81歳没。

## 主な作品の訳
- 『シューレス・ジョー（英語版）』（1982年）

永井淳訳（文藝春秋、1985年。文春文庫、1989年）
- 『アイオワ野球連盟（英語版）』 永井淳訳（文藝春秋、1986年）
- 『野球引込線』 永井淳訳（文藝春秋、1992年）
- 『インディアン・ジョー フェンスポスト年代記』 永井淳訳（文藝春秋、1995年）
- 『マイ・フィールド・オブ・ドリームス～イチローとアメリカの物語～』（井口優子訳・構成、講談社、2002年）